# مایکل گوردون (بازیکن فوتبال)
مایکل گوردون (انگلیسی: Michael Gordon؛ زادهٔ ۱۰ نوامبر ۱۹۸۴) بازیکن فوتبال اهل بریتانیا است.
از باشگاه‌هایی که در آن بازی کرده‌است می‌توان به باشگاه فوتبال کراولی تاون، باشگاه فوتبال سوئیندون تاون، باشگاه فوتبال چیپستید، باشگاه فوتبال نورتوود، باشگاه فوتبال ای‌اف‌سی ویمبلدون، باشگاه فوتبال هاوانت و واترلوویل، باشگاه فوتبال لینکولن سیتی، باشگاه فوتبال همل همپستید تاون، باشگاه فوتبال ساتون یونایتد، باشگاه فوتبال مرستم، باشگاه فوتبال والتون اند هرشام، باشگاه فوتبال ویمبلدون، باشگاه فوتبال کینگستونیان، باشگاه فوتبال هارو بورو، و باشگاه فوتبال آلدرشات تاون اشاره کرد.